# تيبيتس (ميزوري)
تيبيتس (بالإنجليزية: Tebbetts)‏ هي إحدى المجتمعات الفردية (غير مصنفة) في ولاية ميزوري في الولايات المتحدة الأمريكية.